# 北勒金布尔
北勒金布尔（North Lakhimpur）是印度阿萨姆邦勒金布尔县的一个城镇。总人口54262（2001年）。

## 人口
该地2001年总人口54262人，其中男性28904人，女性25358人；0—6岁人口7109人，其中男3708人，女3401人；识字率69.03%，其中男性为73.28%，女性为64.20%。